# Infektiöse hämatopoetische Nekrose
Die infektiöse hämatopoetische Nekrose (IHN) ist eine Erkrankung lachsartiger Fische. In Deutschland unterliegt sie der Anzeigepflicht nach dem Tiergesundheitsgesetz (TierGesG).

## Vorkommen
Die IHN ist eine Virusseuche der lachsartigen Fische (Salmoniden) und war früher ausschließlich in Nordamerika bekannt. Betroffen waren bevorzugt die pazifischen Lachsarten (Oncorhynchus).
Erst seit 1987 kam es zu Ausbrüchen dieser Seuche auch in Europa, zuerst in Frankreich und Italien, später vereinzelt auch in Deutschland, Belgien und der Schweiz.
Die Krankheit entwickelt sich am stärksten bei Temperaturen um 10 °C und kann dann innerhalb 1–2 Wochen 85–100 % eines Fischbestandes in Forellenzuchten töten. Bei Temperaturen über 15 °C wurden bisher keine Krankheitsausbrüche verzeichnet.

## Erreger und Symptome
Der Erreger ist ein Rhabdovirus und ist nahe verwandt mit dem Erreger der Viralen hämorrhagischen Septikämie der Forellen.
Entsprechend ähnlich sind auch die Symptome. Die Fische zeigen im ganzen Körper petechielle Blutungen in Muskulatur, Flossen und Augen. Sie erblinden und nehmen deshalb reflektorisch eine dunkle Körperfärbung an. Vereinzelt zeigen sie Glotzaugen. Durch Ansammlung von Gewebeflüssigkeit (Ascites) in der Leibeshöhle wirken sie aufgebläht. Wegen der Entzündung des Darmes geben sie in Schnüren zusammenhängenden Kot ab.
Bei der histologischen Untersuchung zeigen sich nekrotische Gewebeschäden im blutbildenden (hämatopoetischen) Gewebe der Nieren (Name der Seuche).

## Übertragung
Die Übertragung des relativ unempfindlichen Virus erfolgt sowohl durch den Kontakt mit erkrankten Fischen als auch durch Wasservögel und über ungenügend desinfiziertes Fischereigerät.
Die Infektion führt nicht notwendig zur sofortigen Erkrankung. Fischbestände können „stumm durchseucht“ sein. Erst in Stresssituationen wie etwa Transport oder Belastungen durch schlechte Wasserqualität kann es zum Ausbruch der verlustreichen Krankheit in vermeintlich gesunden Beständen kommen. Epidemiologische Studien sollten deshalb den Antikörper-Status erfassen, während der direkte Virus-Nachweis erfolglos bleiben kann.